# Ėduard Egorov
Ėduard Vasil'evič Egorov (in russo Эдуард Васильевич Егоров?; 7 gennaio 1940) è un ex pallanuotista sovietico, vincitore di una medaglia di bronzo alle olimpiadi di Tokyo 1964.